# Zethenia crenulata
Zethenia crenulata là một loài bướm đêm trong họ Geometridae.